# South Pacific Tennis Classic 1976
Il South Pacific Tennis Classic 1976 è stato un torneo di tennis giocato sull'erba. Il torneo si è giocato a Brisbane in Australia dall'11 al 17 ottobre 1976.

## Campioni

### Singolare
Mark Edmondson ha battuto in finale  Phil Dent con il punteggio di 3–6, 6–4, 6–4, 6–4

### Doppio
Syd Ball /  Kim Warwick hanno battuto in finale  Ismail El Shafei /  Brian Fairlie con il punteggio di 6–4, 6–4